# Hochschulabschluss
Als Hochschulabschluss wird der nach einem Hochschulstudium verliehene akademische Grad oder sonstige Studienabschluss durch staatliche oder kirchliche Prüfung bezeichnet. In Deutschland verfügen im Jahr 2012 gut neun Millionen Personen oder knapp 13 Prozent der Bevölkerung über einen Hochschulabschluss.
Hochschulabschlüsse können in Deutschland staatliche Universitäten, Technische Hochschulen, Kunsthochschulen, Fachhochschulen, duale Hochschulen usw. sowie staatlich anerkannte Hochschulen, etwa kirchliche Hochschulen, verleihen. Berufsakademien sind dagegen keine Hochschulen und verleihen ihre Abschlüsse als staatliche Abschlussbezeichnungen.

## Akademischer Grad
In Deutschland gibt es die folgenden akademischen Grade nach einer bestandenen Hochschulprüfung. Die angegebenen Studienzeiten sind Regelstudienzeiten.
- Bachelor (auch Bakkalaureus) nach 3- bis 4-jährigem Studium an einer Hochschule.
- Master (auch Magister) nach postgradualem Studiengang und einer Gesamtstudiendauer (inklusive vorangegangenem Bachelorstudium) von in der Regel 5 Jahren.
- Diplom (DH) nach 3-jährigem Studium an einer Dualen Hochschule (nur in Baden-Württemberg), auslaufend.
- Diplom (FH) nach 4-jährigem Studium an einer Fachhochschule, mit wenigen Ausnahmen auslaufend.
- Diplom (in Bayern auch Diplom (Univ.)) nach 4- bis 5-jährigem Studium an einer Universität/Technischen Universität, Kunsthochschule bzw. Technischen Hochschule, mit wenigen Ausnahmen auslaufend.
- Lizenziat, in der katholischen Theologie noch als Aufbaustudium für bestimmte Fachgebiete (z. B. Kirchenrecht) erhalten. Ebenso stellt es eine Vorstufe einer Promotion dar.
- Magister nach 4- bis 5-jährigem Studium, mit wenigen Ausnahmen auslaufend.
- Doktor nach einer Promotion oder einem Promotionsstudium (nur an Universitäten, Technischen Universitäten und Fachhochschulen sowie diesen gleichgestellten Hochschulen und einigen Kunsthochschulen und Kirchlichen Hochschulen möglich).
- Akademiebrief, nach einem Kunststudium an einigen Kunsthochschulen, abgeschafft.
- Meisterschüler, nach einem Weiterbildungsstudium an Kunsthochschulen.

## Staatliche und kirchliche Abschlüsse
Daneben gibt es noch kirchliche und staatliche Abschlüsse von Studiengängen, die nicht durch eine Hochschulprüfung erworben werden und nicht zu einem akademischen Grad führen:
- Erstes Staatsexamen (staatliche Prüfungsform),
- Kirchliches Examen (kirchliche Prüfungsform),
- früher staatliche Ingenieurprüfungen an deutschen Fachhochschulen.

Die Hochschulen können jedoch je nach Bundesland auch bestimmte akademische Grade aufgrund staatlicher oder kirchlicher Prüfungen verleihen.

## Studienfächer
Mit welchem Abschluss ein Studiengang endet, hängt hauptsächlich vom Studienfach ab.
| Fächer                                                                                            | Bachelor          | Master                     | Staatsexamen |
| Medizin, Zahnmedizin, Tiermedizin und Pharmazie                                                   |                   |                            | Regelfall    |
| Rechtswissenschaften                                                                              | LL.B.(1)          | LL.M.(1)                   | Regelfall    |
| Geisteswissenschaftliche Fächer wie Philosophie, Geschichte, Sprach- oder Literaturwissenschaften | B.A.              | M.A.                       | Lehramt      |
| Psychologie                                                                                       | B.Sc.             | M.Sc                       | Lehramt      |
| Sozialwissenschaften                                                                              | B.A.              | M.A.                       | Lehramt      |
| Mathematik, Informatik und Naturwissenschaften                                                    | B.Sc.             | M.Sc.                      | Lehramt      |
| Ingenieurwissenschaften                                                                           | B.Eng. oder B.Sc. | M.Eng. oder M.Sc.          | Lehramt      |
| Wirtschaftswissenschaften                                                                         | B.A. oder B.Sc.   | M.A. oder M.Sc. oder M.B.A | Lehramt      |
| Geographie                                                                                        | B.A. oder B.Sc.   | M.A. oder M.Sc.            | Lehramt      |

Legende
• Regelabschlüsse der entsprechenden Fächer
(1) Studiengänge, die nicht zu dem in diesen Studienfächern üblichen Staatsexamen führen, das wiederum Voraussetzung für spezielle berufliche Befähigungen ist, wie z. B. Approbation oder Befähigung zum Richteramt.
Lehramtsstudiengänge werden mit Staatsexamen abgeschlossen. Neu eingeführt wurden allerdings die gestuften Studienabschlüsse Bachelor of Education und Master of Education, bei denen die Kultusministerkonferenz im Jahr 2005 Eckpunkte für die gegenseitige Anerkennung beschlossen hat. Zuvor gab es bereits Modellversuche für ein Bachelor- und Mastermodell für Lehramtsstudiengänge.

## Statistik
Im Jahr 2012 verfügen in Deutschland knapp 3,7 Millionen Personen (5,1 Prozent der Bevölkerung) über einen Abschluss von einer Fachhochschule und gut 5,5 Millionen Personen (7,8 Prozent der Bevölkerung) über einen Abschluss von einer Universität. Zusammengenommen sind das gut neun Millionen Personen oder knapp 13 Prozent der Bevölkerung. Hinzu kommen knapp 0,8 Millionen Personen (1,1 Prozent der Bevölkerung) mit abgeschlossener Promotion. Berücksichtigt wurden bei diesen Zahlen des Statistischen Bundesamts zur „Bevölkerung nach Bildungsabschluss“ nur Personen ab 15 Jahren oder älter.
Im Jahr 2019 verfügten 8,4 Prozent der Bundesbürger ab 15 Jahren über einen Fachschulabschluss. Rund 18,5 Prozent der deutschen Bundesbürger verfügen über einen Bachelor oder höheren Bildungsabschluss.

## Frauenanteil nach Studiengang
Im Wintersemester 2021/2022 war der Frauenanteil in den Studiengängen der deutschen Hochschulen:
| Studienfach                                        | Frauenanteil |
| -------------------------------------------------- | ------------ |
| Germanistik/Deutsch                                | 78,8 %       |
| Erziehungswissenschaft (Pädagogik)                 | 78,3 %       |
| Soziale Arbeit                                     | 76,9 %       |
| Psychologie                                        | 75,2 %       |
| Anglistik/Englisch                                 | 71,2 %       |
| Biologie                                           | 65,3 %       |
| Medizin (allgemeine Medizin)                       | 63,8 %       |
| Rechtswissenschaft                                 | 57,7 %       |
| Internationale Betriebswirtschaftslehre/Management | 54,3 %       |
| Mathematik                                         | 48,6 %       |
| Betriebswirtschaftslehre                           | 47,2 %       |
| Wirtschaftswissenschaften                          | 45,3 %       |
| Chemie                                             | 42,5 %       |
| Bauingenieurwesen/Ingenieurbau                     | 29,8 %       |
| Physik                                             | 29,4 %       |
| Wirtschaftsingenieurwesen                          | 22,8 %       |
| Wirtschaftsinformatik                              | 21,6 %       |
| Informatik                                         | 18,9 %       |
| Elektrotechnik/Elektronik                          | 14,4 %       |
| Maschinenbau                                       | 12,5 %       |